# Socialistische Republiek Montenegro
De Socialistische Republiek Montenegro (Servo-Kroatisch: Socijalistička republika Crna Gora, Социјалистичка република Црна Гора) of SR Montenegro was de officiële naam van Montenegro als socialistische staat in het voormalige Joegoslavië.

## Geschiedenis
Van 1945 tot 7 juli 1963 heette de staat volksrepubliek Montenegro. Het was een autonome staat die evenwel niet onafhankelijk was. Het Servo-Kroatisch was de officiële taal, later werd dit het Servisch omdat Servo-Kroatisch eigenlijk niet bestond maar een symbool was dat Joegoslavië één land was. Begin jaren negentig verbrokkelde Joegoslavië samen met de val van het communisme. Montenegro bleef wel deel uitmaken van de Federale Republiek Joegoslavië. De communistische partij veranderde de naam in Democratische partij van socialisten en na enkele verkiezingen werd het woord adjectief socialistisch weggelaten in de naam van de staat.

## Demografie
Census van 1971:
- Montenegrijnen: 355.632 (67,15%)
- Moslims: 70.236 (13,26%)
- Serviërs: 39.512 (7,46%)
- Albanezen: 35.671 (6,74%)
- Joegoslaven: 10.943 (2,07%)
- Kroaten: 9.192 (1,74%)
- Totaal: 529.604 inwoners

Census van 1981:
- Montenegrijnen: 400.488 (68,54%)
- Moslims: 78.080 (13,36%)
- Albanezen: 37.735 (6,46%)
- Joegoslaven: 31.243 (5,35%)
- Serviërs: 19.407 (3,32%)
- Kroaten: 6.904 (1,81%)
- Roma: 1.471 (0,25%)
- Macedoniërs: 875 (0,15%)
- Slovenen: 564 (0,1%)
- Hongaren: 238 (0,04%)
- Duitsers: 107 (0.02%)
- Russen: 96 (0,02%)
- Italianen: 45 (0,01%)
- andere: 816 (0,14%)
- Geen antwoord: 301 (0,05%)
- Regionaal: 1.602 (0,27%)
- Onbekend: 4.338 (0,74%)
- Totaal: 584.310 inwoners

Census van 1991:
- Montenegrijnen: 380.467 (61,86%)
- Moslims: 89.614 (14,57%)
- Serviërs: 57.453 (9,34%)
- Albanezen: 40.415 (6.57%)
- Joegoslaven: 26.159 (4,25%)
- Kroaten: 6.244 (1,02%)
- Roma: 3.282 (0,53%)
- Macedoniërs: 1.072 (0,17%)
- Slovenen: 369 (0,06%)
- Hongaren: 205 (0,03%)
- Duitsers: 124 (0,02%)
- Russen: 118 (0,02%)
- Italianen: 58 (0,01%)
- anderen: 437 (0,07%)
- Geen antwoord: 1.944 (0,32%)
- Regionaal: 998 (0,16%)
- onbekend: 6.076 (0,99%)
- Totaal: 615.035 inwoners

Bosnië en Herzegovina · Kroatië · Macedonië · Montenegro · Servië (Kosovo · Vojvodina) · Slovenië